# Winston Reid
Winston Wiremu Reid novozelandsko-danski nogometaš, * 3. julij 1988, North Shore City, Nova Zelandija.

## Življenjepis
Oba starša imata Maorske prednike. Z desetimi leti se je z mamo in danskim očimom preselil na Dansko. Reid je bil dolgoletni nogometaš in kapetan angleškega prvoligaša West Ham United.